# Pearl (album)
Az 1971-es Pearl Janis Joplin negyedik nagylemeze, mely posztumusz jelent meg. Ez az egyetlen, amelyet a Full Tilt Boogie Band-del rögzített, mely az utolsó fellépésein kísérte. A Billboard 200 lista élére került, és kilenc hétig ott is maradt. Négyszeres platinalemez lett, és szerepel az 1001 lemez, amit hallanod kell, mielőtt meghalsz című könyvben.

## Az album dalai
| 1. | Move Over                 | Janis Joplin              | 3:43 |
| 2. | Cry Baby                  | Jerry Ragovoy, Bert Berns | 3:58 |
| 3. | A Woman Left Lonely       | Dan Penn, Spooner Oldham  | 3:29 |
| 4. | Half Moon                 | John Hall, Johanna Hall   | 3:53 |
| 5. | Buried Alive in the Blues | Nick Gravenites           | 2:29 |

| 1. | My Baby              | Jerry Ragovoy, Mort Shuman                  | 3:26 |
| 2. | Me and Bobby McGee   | Kris Kristofferson, Fred Foster             | 4:33 |
| 3. | Mercedes Benz        | Janis Joplin, Bob Neuwirth, Michael McClure | 1:48 |
| 4. | Trust Me             | Bobby Womack                                | 3:17 |
| 5. | Get It While You Can | Jerry Ragovoy, Mort Shuman                  | 3:27 |

## Helyezések
| Év   | Lista                                        | Helyezés |
| ---- | -------------------------------------------- | -------- |
| 1971 | Billboard 200                                | 1        |
| 1971 | Ausztrál Kent Report Music Report albumlista | 1        |

## Közreműködők
- Janis Joplin – ének, gitár a Me and Bobby McGee-n
- Richard Bell – zongora
- Ken Pearson – orgona
- John Till – elektromos gitár
- Brad Campbell – basszusgitár
- Clark Pierson – dob

### További zenészek
- Bobby Womack – akusztikus gitár a Trust Me-n
- Bobbye Hall – konga, ütőhangszerek
- Phil Badella, John Cooke, Vince Mitchell – háttérvokál
- Sandra Crouch – csörgődob

## Fordítás
Ez a szócikk részben vagy egészben a Pearl (album) című angol Wikipédia-szócikk ezen változatának fordításán alapul.  Az eredeti cikk szerkesztőit annak laptörténete sorolja fel. Ez a jelzés csupán a megfogalmazás eredetét és a szerzői jogokat jelzi, nem szolgál a cikkben szereplő információk forrásmegjelöléseként.